# Thelidium decipiens
Thelidium decipiens är en lavart som först beskrevs av William Nylander och som fick sitt nu gällande namn av August von Krempelhuber. 
Thelidium decipiens ingår i släktet Thelidium och familjen Verrucariaceae. Arten är reproducerande i Sverige. Inga underarter finns listade i Catalogue of Life.